# Maik Schutzbach
Maik Schutzbach (* 31. Mai 1986 in Tuttlingen) ist ein deutscher Fußballspieler, der für Kickers Offenbach (2008 bis 2010) und den 1. FC Saarbrücken (2010/11) in der 3. Liga gespielt hat.

## Karriere
Die ersten Vereine von Maik Schutzbach waren der SV Spaichingen und der VfL Mühlheim. Im Juli 2001 wechselte er in die Fußballschule des SC Freiburg und absolvierte dort das komplette Programm, zuerst in der SC-Jugend, später in der II. Mannschaft. Ab der Saison 2006/07 gehörte Schutzbach zum Freiburger Profikader, konnte sich aber nicht durchsetzen und blieb ohne Profieinsatz. Zur Saison 2008/09 wechselte Schutzbach zum Drittligisten Kickers Offenbach. Durch eine Verletzung kam Schutzbach zu Beginn der Saison zunächst zu keinem Einsatz in der neugegründeten 3. Liga. Erst am 11. Spieltag wurde er erstmals eingewechselt.
Zur Saison 2010/11 wechselte er zum Drittligaaufsteiger 1. FC Saarbrücken. Im Anschluss an diese Spielzeit beendete Schutzbach seine Laufbahn im höherklassigen Fußball, das 4:3 in Burghausen am letzten Spieltag war sein letztes Spiel als Fußballprofi. Er kehrte in seine Heimat zurück und lässt seine aktive Laufbahn beim südbadischen Verbandsligisten SV Endingen ausklingen.
Als Positionen lagen ihm die Halbpositionen im Mittelfeld, zentral vor der Abwehr oder links in der Defensivkette.